# Ишасеги, Роберт
Роберт Ишасеги (венг. Isaszegi Róbert; род. 2 мая 1965, Шарошпатак, Боршод-Абауй-Земплен) — венгерский боксёр-любитель, призёр Олимпийских игр (1988) и чемпионата Европы (1989).